# DBX (débogueur)
Pour les articles homonymes, voir DBX.
DBX est un débogueur développé de 1981 à 1984 à l'université de Californie à Berkeley par Mark Linton, et distribué dès l'origine avec Berkeley Unix. 
Il fut par la suite distribué avec les systèmes Solaris, AIX, IRIX, et diverses versions BSD.
Richard Stallman développa GNU Debugger dans le même esprit que DBX, alors distribué avec Berkeley Unix.